# Colegio de Ingenieros de Caminos Canales y Puertos
El Colegio de Ingenieros de Caminos, Canales y Puertos (cuyas siglas son CICCP) es un colegio profesional de España. Se creó en 1954-5 con una vinculación directa con la profesión de ingeniero de Caminos, Canales y Puertos, dentro de la Ingeniería Civil. Desde su creación, en 1954-5, es un colegio único, organizado territorialmente en demarcaciones, que coinciden con las comunidades autónomas españolas (salvo Canarias, que por motivos de su dispersión tiene dos demarcaciones). El CICCP regula la profesión de ingeniero de caminos, canales y puertos en España.
En 2016 tenía 26.447 colegiados inscritos y en 2017, 26.177.
El 28 de enero de 2015 celebró su 60.º aniversario, con una conferencia de la Vicepresidenta del Gobierno, Soraya Sáez de Santamaría.
El 9 de junio de 2015 el, por aquel entonces, Presidente del Colegio y de la Fundación Caminos, Juan Antonio Santamera, formalizó la donación al Congreso de los Diputados de una escultura del Presidente del Gobierno e Ingeniero de Caminos, Canales y Puertos Leopoldo Calvo-Sotelo y Bustelo, que fue colegiado de honor del Colegio.
Desde el pasado 15 de julio de 2020, Miguel Ángel Carrillo es el nuevo Presidente del Colegio de Ingenieros de Caminos, Canales y Puertos con un mandato hasta 2024.

## Historia
La consolidación legal de la institución colegial se alcanza con la promulgación de la Ley 2/1974 sobre Colegios Profesionales, y posteriormente, con la aprobación de sus últimos Estatutos, que se aprueban por Real Decreto.
La Ingeniería de Caminos, Canales y Puertos es una profesión regulada y de colegiación obligatoria por ley. La pueden ejercer los Ingenieros de Caminos, Canales y Puertos anteriores a la implantación del Espacio Europeo de Educación Superior, o los ingenieros civiles con titulación de máster en Ingeniería de Caminos, Canales y Puertos, según la Orden CIN/309/2009, de 9 de febrero, por la que se establecen los requisitos para la verificación de los títulos universitarios oficiales que habiliten para el ejercicio de la profesión de Ingeniero de Caminos, Canales y Puertos, a partir de la implantación.
El 19 de abril de 2016 se celebraron elecciones para Junta de Gobierno y Consejo General. Se presentaron dos candidaturas para Junta de Gobierno. Una presidida por Miguel Ángel Carrillo, decano de la demarcación de Madrid y otra encabezada por Juan A. Santamera, anterior presidente del colegio y que fue reelegido. 
El 15 de julio de 2020 se celebraron nuevas elecciones en el Colegio optando a presidirlo tres candidaturas. Miguel Ángel Carrillo lideró la vencedora, mientras que las otras dos estaban formadas por Carmen Motellón y Arcadio Gil.

## Finalidad
La finalidad con la que nace el Colegio de Ingenieros de Caminos, Canales y Puertos es ser un punto de reunión de todos los Ingenieros de Caminos, Canales y Puertos, intentando ordenar un ejercicio profesional complejo por su amplio campo de actuación y su repercusión en la sociedad española. Entre sus fines se encuentra el de facilitar el acceso a la vida profesional de los nuevos ingenieros, conseguir los mayores índices de empleo y adecuar su formación a través de los cursos que organiza e imparte el propio Colegio, considerando la formación continua como elemento fundamental para dar ese servicio de calidad a los ciudadanos, usuarios finales de las infraestructuras.
El Colegio es una corporación de Derecho Público, que ejerce funciones públicas sometidas a Derecho Administrativo. Por ello está sometido a la Ley de Transparencia y tiene habilitado un portal a tal efecto.
El Colegio de Ingenieros de Caminos, Canales y Puertos es una relevante entidad de prestación de servicios de interés profesional a los colegiados. Destaca como una de las funciones principales del Colegio la de contribuir a la formación continua y especializada de los colegiados. El Colegio, a través de las Demarcaciones, tiene una amplia y reconocida oferta de formación de todos los niveles desde cursos básicos hasta Másteres y en todas las modalidades, presenciales u en línea.
Desde el Colegio se intenta avanzar e impulsar la investigación y desarrollo de la actividad de los Ingenieros de Caminos, Canales y Puertos a través de Comisiones, que intentan potenciar y mantener el desarrollo profesional y técnico tanto en los temas tradicionales de actuación, en los que se ha sido referente para otras profesiones y para la sociedad, como en nuevas técnicas y tecnologías que pueden permitir a nuestro país mantenerse en los primeros puestos de la Ingeniería Civil a nivel mundial. Todas estas Comisiones están presididas por miembros de la Junta de Gobierno, conscientes de que sus trabajos precisan la toma de decisiones y actuaciones que tan sólo los órganos de gobierno pueden llevar a cabo. A día de hoy, estas Comisiones son las siguientes con sus respectivos presidentes:
-        Comité Técnico de Obra Pública e Inversiones: Ricardo Martín
-        Comité Técnico de Agenda Urbana y Territorio: Fernando Ruíz
-        Comité Técnico de Agua, Energía y Cambio Climático: Carmen de Andrés
-        Comité Técnico de Transportes y Movilidad: Almudena Leal
-        Comisión de Docencia y Cultura: Vicente Negro y Alejandro Castillo
-        Comisión de Emprendedores: Juan Manuel Medina
-        Comisión de Autónomos: José Oña
-        Comisión de Función Pública: Federico Bonet
-        Comisión de Internacional: Fernando Ruíz
-        Comisión de Jóvenes: Ángela Martínez
-        Comisión de Jubilados: Mª del Pino Álvarez, con la copresiencia del Vicepresidente, Ricardo Martín de Bustamante
Una de las funciones principales del Colegio es la defensa de los intereses de la profesión de los ingenieros de caminos, canales y puertos y los derechos de sus colegiados. Defiende las competencias profesionales, de acuerdo con el principio de libertad con idoneidad, para que los ingenieros de caminos puedan intervenir en todas las actividades profesionales para las que hayan adquirido, en el curso de su titulación, los conocimientos técnicos necesarios.
En cuanto a la Mesa del Consejo General salieron elegidos:
- Vocal titular elegido por y entre los consejeros sectoriales y por edad: Eduardo Toba Blanco.  Suplente: Mauricio Gómez Villarino.
-Vocal titular elegido por y entre los consejeros territoriales: Camino Arce Blanco Suplente: Carmen Monzonís
- Vocal titular elegido por y entre los Decanos de las Demarcaciones: Decano de la Demarcación Aragón, Javier Mozota Bernad. Suplente: Decano de la Demarcación Cantabria: Ezequiel San Emeterio Huidobro.)
Quedó constituida la Mesa del Consejo General del Colegio de Ingenieros de Caminos, Canales y Puertos, con la  siguiente composición:
Presidente: Presidente del Colegio, Miguel Ángel Carrillo Suárez
Vicepresidente: Vicepresidente del Colegio, Ricardo Martín de Bustamante Vega
Vocales: Eduardo Toba Blanco, Camino Arce Blanco, Javier Mozota Bernad
Secretario de la Mesa: Secretario General del Colegio, José Javier Díez Roncero
- Presidente y Vicepresidente del Comité de Deontología y suplentes:
Presidente del Comité de Deontología: Juan Luis Lillo Cebrián. Suplente: Lorena Solana Barjacoba.
Vicepresidente del Comité de Deontología: Fernando Hernández Alastuey. Suplente: Laura Tordera González
- Se constituyó el Grupo de Trabajo de Presupuestos con la siguiente composición:
Decano de Demarcación de Grupo I: Decano de la Demarcación de la Comunidad Valenciana, Federico Bonet  Zapater
Decano de Demarcación de Grupo II: Decano de la Demarcación de Murcia: Manuel Jódar Casanova.
Decano de Demarcación de Grupo III: Decano de la Demarcación de La Rioja: Miguel García Manzanos.
Consejeros territoriales: Juan de Dios Fernández Quesada y Ana Chocano Román.
Consejeros sectoriales.  Rafael López Guarga y Francisco Esteban Lefler.
El Colegio está impulsando la Fundación Caminos como think tank de la profesión. La actividad más relevante que ha programado es el Foro Global de Ingeniería y Obra Pública en la Universidad Internacional Menéndez Pelayo. dirigido por José Javier Díez Roncero y Antonio Papell Cervera.

## Organización y funciones
En cuanto a su organización, existen diversos órganos generales, de ámbito nacional (todos ellos elegidos democráticamente por la colectividad colegial) y una transposición a las demarcaciones en los órganos rectores. El Comité de Dirección está formado por José Javier Díez Roncero, Secretario General del Colegio, el abogado, socio de Aguillaume y Linde Abogados, Pablo Linde Puelles, Director Jurídico; Carlos Gasca Cuota, Director Técnico y de Servicios a los Colegiados; Luis Pena Lasso, Director de Producción, Financiación y Servicios Generales, Rafael Macía Villa, Director de Comunicación Digital y Lorenzo Martínez Lavado, Director de Biblioteca y Publicaciones.
La Junta de Gobierno de Santamera y Loureda (mandato 2012-2016) se empeñó, desde el inicio de su mandato, en el reconocimiento del nivel de máster del título de Ingeniero de Caminos, Canales y Puertos, lo que se ha logrado en abril de 2015. Esta reivindicación fue iniciada por un grupo de ingenieros de caminos, canales y puertos agrupados en el blog #soymastereuropeo, liderado por la ingeniera de caminos Marta Serrano.
En España, para ejercer como Ingeniero de Caminos, Canales y Puertos se precisa como requisito la colegiación previa. En los últimos años, tras la aparición de la nueva Ley de Sociedades Profesionales, se puede realizar la inscripción de este tipo de sociedades también en este Colegio y, de igual forma, en cualquiera de las demarcaciones y oficinas que están distribuidas por toda España.
El título académico de Ingeniero de Caminos, Canales y Puertos o el de Máster en Ingeniería de Caminos, Canales y Puertos y la colegiación en el Colegio de Ingeniero de Caminos, Canales y Puertos habilitan para el ejercicio de la profesión regulada de la Ingeniería de Caminos, Canales y Puertos. A nivel europeo, dicho título tiene el máximo nivel universitario de la Directiva 2005/36/CE, del Parlamento Europeo y del Consejo, de 7 de septiembre de 2005 relativa al reconocimiento de cualificaciones profesionales (art. 11.e) y del Real Decreto 1837/2008 que la incorpora al ordenamiento jurídico español (art.19.5 y Anexo VIII). La Ingeniería Técnica de Obras Públicas tiene un nivel inferior: el del artículo 11.d de la mencionada Directiva y el del artículo 19.4. del Real Decreto 1837/2008.
El título de Ingeniero Técnico o Grado en Ingeniería Civil tiene el nivel de Bachelor y se corresponde con el EQF-6, y no da acceso al Colegio de Ingenieros de Caminos, Canales y Puertos. Los anteriores títulos dan lugar, en el ámbito profesional de la ingeniería civil, a dos profesiones reguladas de colegiación obligatoria para su ejercicio con competencias diferentes, la Ingeniería de Caminos, Canales y Puertos  -a la que se accede con el título de Ingeniero de Caminos, Canales y Puertos o con el Máster habilitante en Ingeniería de Caminos, canales y Puertos (ORDEN CIN 309/2009) - que es la única profesión en la que todos sus profesionales tienen una competencia extensa y global ámbito de la ingeniería civil y de las obras públicas y la Ingeniería  Técnica de Obras Públicas  -a la que se accede con el título de Ingeniero Técnico de Obras Públicas o con el Grado habilitante de Ingeniería Civil (ORDEN CIN 307/2009) que es una profesión con competencias parciales en función de la especialidad cursada y que sólo puede desarrollar, según la jurisprudencia, trabajos de menor envergadura y menor.
El régimen actual parte la vigente  Ley 12/1986 que regula las atribuciones profesionales de los arquitectos técnicos y de los ingenieros técnicos y que atribuye facultades y atribuciones en el ejercicio de su profesión sólo y exclusivamente dentro del ámbito de su respectiva especialidad técnica.
Este régimen fue mantenido por el Real Decreto 1837/2008, de 8 de noviembre, de 8 de noviembre, por el que se incorporan al ordenamiento jurídico español la Directiva 2005/36/CE, del Parlamento Europeo y del Consejo, de 7 de septiembre de 2005, y la Directiva 2006/100/CE, del Consejo, de 20 de noviembre de 2006, relativas al reconocimiento de cualificaciones profesionales. En el Anexo VIII de dicho RD 1837/2008 se prevé que la profesión de Ingeniero Técnico de Obras Públicas (como la Ingeniero Técnico Aeronáutico, la de Ingeniero Técnico Agrícola, la de Ingeniero Técnico de Minas, la de Ingeniero Técnico de Telecomunicación, la de Ingeniero Técnico Forestal,  Ingeniero Técnico Industrial Ingeniero Técnico Naval) es una profesión regulada por especialidades.
Partiendo de esta normativa, la Sentencia del Tribunal Supremo de 9 de octubre de 2013 confirmó que el Grado en Ingeniería Civil es una titulación por “especialidades” (Construcciones  Civiles/ o Transporte y Servicios urbanos/ o Hidrología) y no “global” o “generalista”. El Colegio de Ingenieros de Caminos, Canales y Puertos apoyaba, como codemandado, la postura de la Administración del Estado (ANECA) confirmada por la Sentencia. De acuerdo con la Sentencia, los títulos correspondientes al Grado en  Ingeniería Civil pueden dar lugar a que el titulado sólo podrá ejercer  profesionalmente la profesión regulada de Ingeniería Técnica de Obras  Públicas en su campo de especialidad: o en construcciones civiles, o en  hidrología o en transportes y servicios urbanos.

## Sede
La sede del Colegio de Ingenieros de Caminos está en Madrid, en el n.º 42 de la Calle Almagro (distrito de Chamberí). En ella se encuentran los distintos departamentos propios del Colegio (administración, asesoría jurídica, biblioteca – librería y documentación, empleo, formación, informática…).
El edificio también es conocido tradicionalmente como [Casa Garay], en referencia a su primer propietario, Antonio Garay, quien encargó su diseño al arquitecto Manuel María Smith e Ibarra. Este presentó el proyecto en 1914, y el inmueble fue construido entre 1914 y 1917 como un palacete de estilo neorrománico.

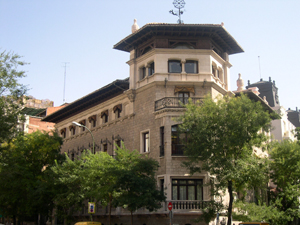
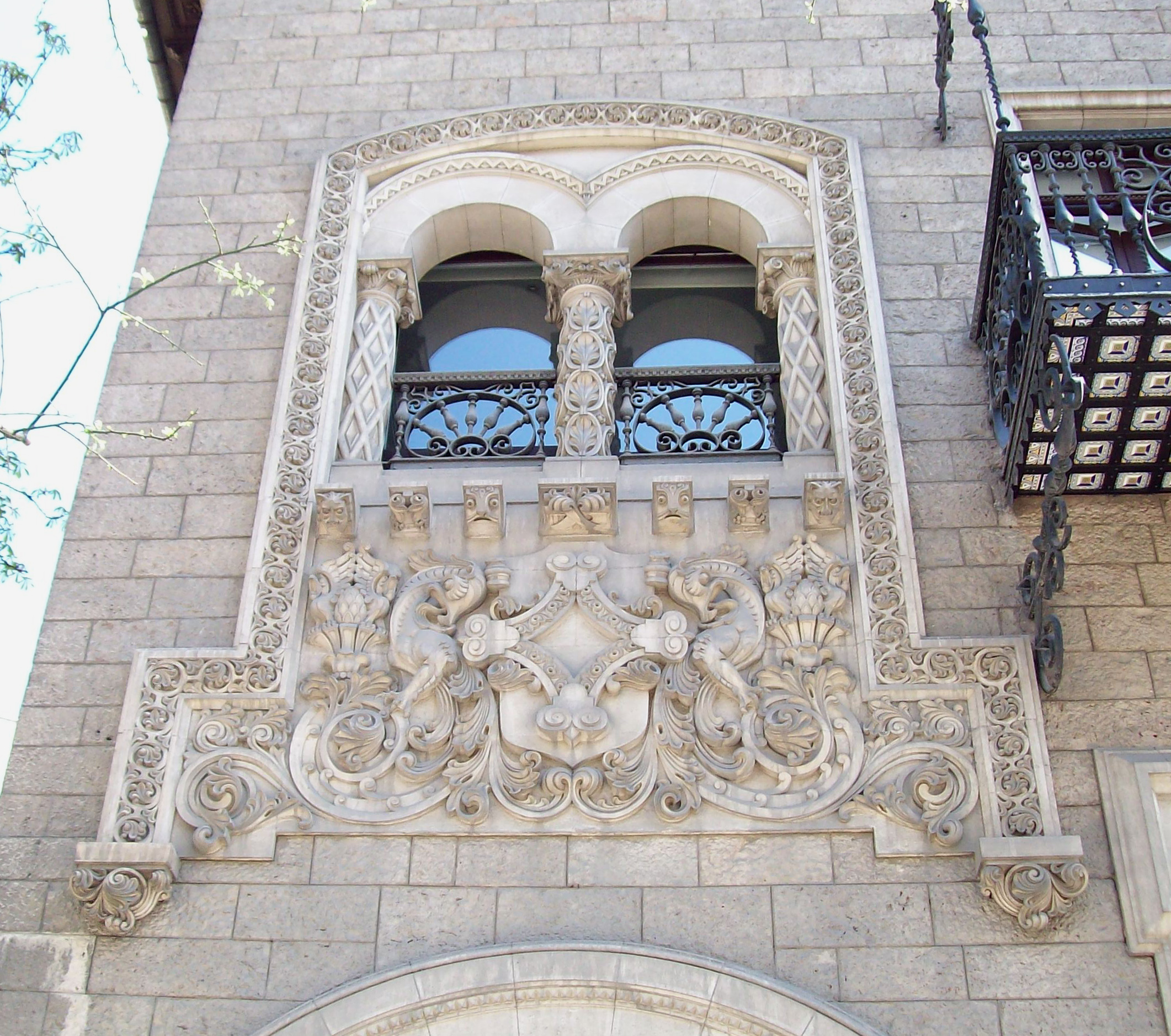
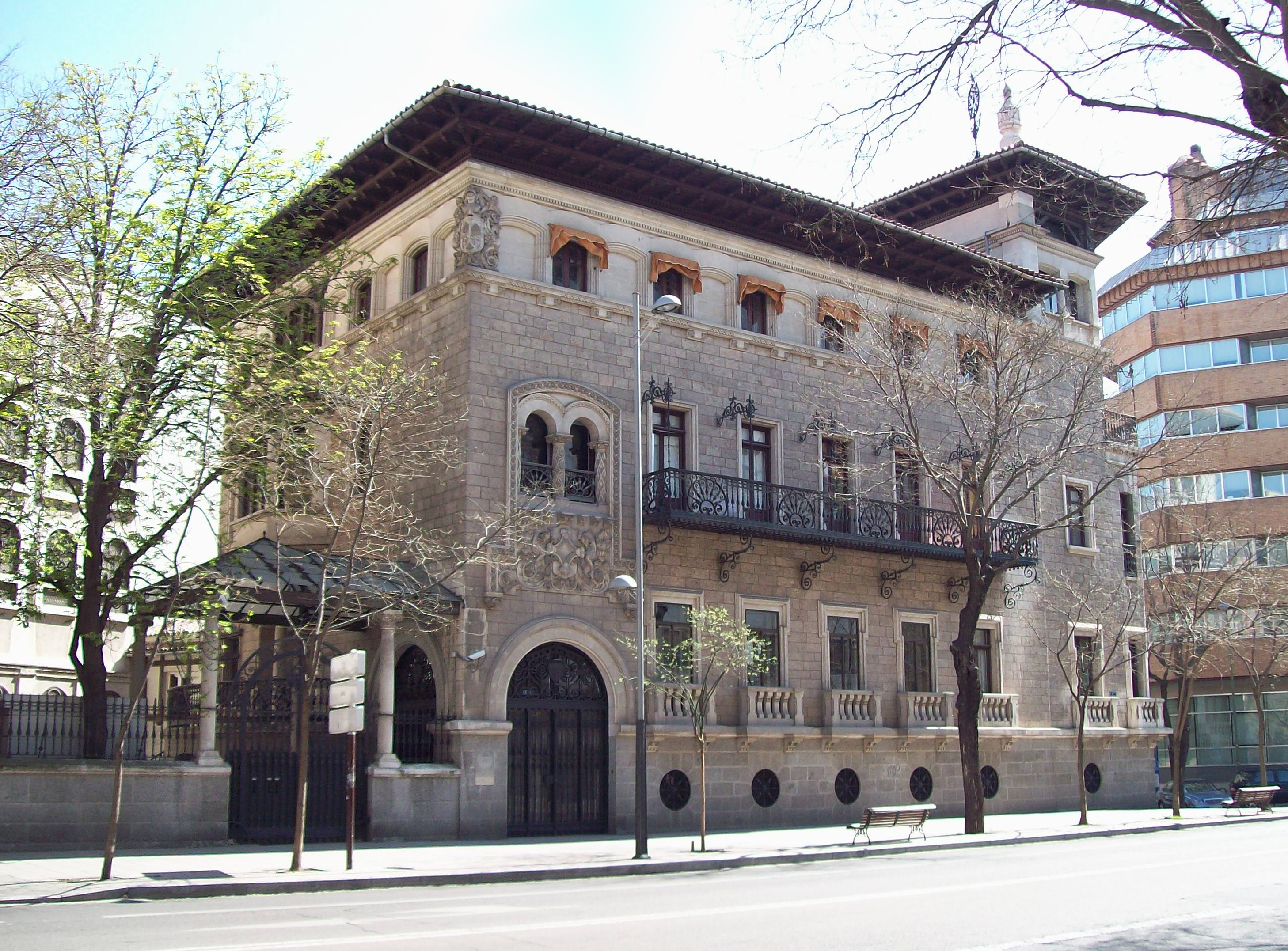
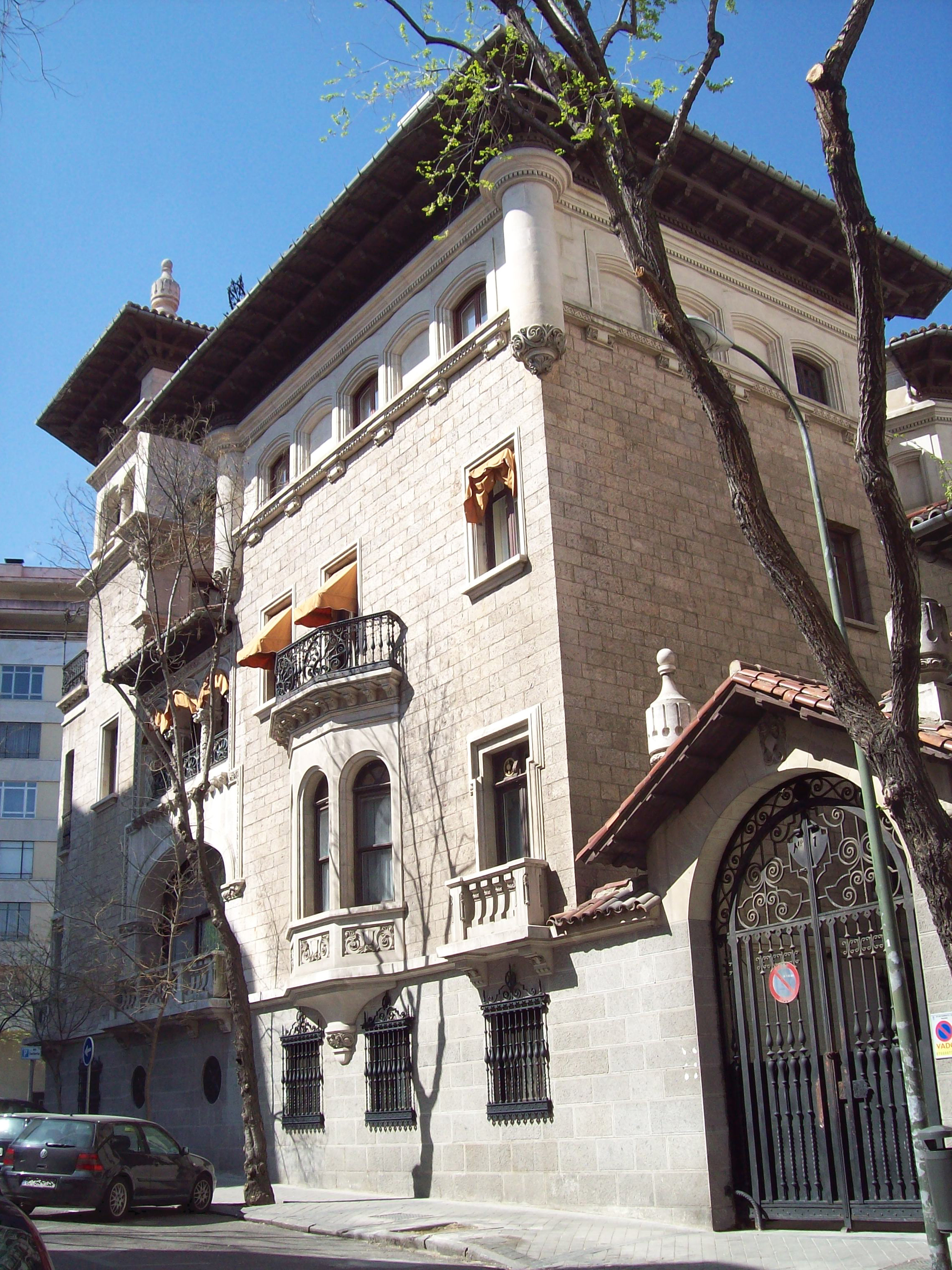